# 左霆
左霆（英語：Tien Tzuo，1968年—）是一名臺灣裔美國科技企業家。他是祖睿的創始人、董事長暨執行長，在此之前是賽富時的戰略長（CSO）。

## 早期生活和教育
左霆出生於台灣，3歲時隨家人搬到布魯克林夫拉特布希區。他的雙親是心理學教授，他的父親還做過進出口商和房地產商。
左霆於1986年畢業於亨特學院高中，在康乃爾大學獲得電子工程學士學位，在曼哈頓的甲骨文公司工作了6年，之後在史丹佛大學商學院獲得工商管理碩士學位。

## 賽富時
左霆在企業軟體公司CrossWorlds工作了大約一年。1999年，他被雲端計算公司賽富時聘用，成為其第11名員工。他在那裡工作了9年，並成為賽富時的首位營銷長，之後是戰略長。

## 祖睿
2007年，左霆離開賽富時，作為創始執行長創辦了祖睿公司。這家位於加州的企業級軟體公司創建並提供訂閱管理軟體，幫助其他公司提供基於訂閱的服務。在2018年4月12日首次公開募股後的幾週內，祖睿的估價超過20億美元，而左霆在該公司10%的股份估價為1.93億美元。
左霆與加布·韋澤特（Gabe Weisert）合寫《訂閱經濟：如何用最強商業模式，開啟全新服務商機》一書，於2018年6月5日由Portfolio出版。